# Alon Friedman
Alon Friedman (hébreu : אלון פרידמן), né le 13 juillet 1980 est un acteur israélien.
Alon Friedman naît dans la famille de Binyamin Friedman et Rivka née Beckermann, habitants juifs de la ville de Nahariya.
Il étudie à l’École de théâtre de Nissan Nativ à Tel Aviv et, après la fin des études en 2002, il est coopté par le Studio des jeunes talents du Théâtre Ghesher de Jaffa. Il fait maintenant partie de l'ensemble de ce théâtre, fondé par Evgueni Arié.
Depuis 2002, Alon Friedman joue dans des rôles très divers dans un grand nombre de productions du Théâtre Ghesher, comme L'Opéra de quat'sous de Brecht et Weil, Shosha (2003) d'après Isaac Bashevis Singer, Restes d'amour et Tous courent à Hollywood (2004), date où il reçoit le prix du théâtre israélien pour l'acteur le plus prometteur de l'année.
Il participe aussi à des séries télévisées, parmi lesquelles Immale (Maman !) (2005) sur la chaîne Aroutz 2, dans la série pour La-la-land (2008) sur la chaîne des enfants. Il joue aussi dans le film Haya o lo haya (2003). Il incarne le colocataire Yali, le restaurateur gay d'un style un peu voyant, qui se fait remarquer par ses bons mots, dans le film The Bubble.

## Filmographie
- 2006 : The Bubble d'Eytan Fox : Yali